# Hautefort
Hautefort is een Franse gemeente in het noordoosten van het departement Dordogne. Na de aanpassing van de arrondissementsgrenzen vanaf 2017 door het arrest van 30 december 2016 behoort zij tot het arrondissement Sarlat-la-Canéda. Hautefort telde op 1 januari 2022 814 inwoners.
Het dorpje is grotendeels gebouwd op een helling van een heuvel. Boven op de heuvel staat een van de meest indrukwekkende kastelen van Zuidwest-Frankrijk, Château de Hautefort welke is geplaatst op de lijst van monumentenzorg.

## Geografie
De oppervlakte van Hautefort bedraagt 25,68 km², de bevolkingsdichtheid is 33 inwoners per km² (per 1 januari 2019).
De onderstaande kaart toont de ligging van Hautefort met de belangrijkste infrastructuur en aangrenzende gemeenten.

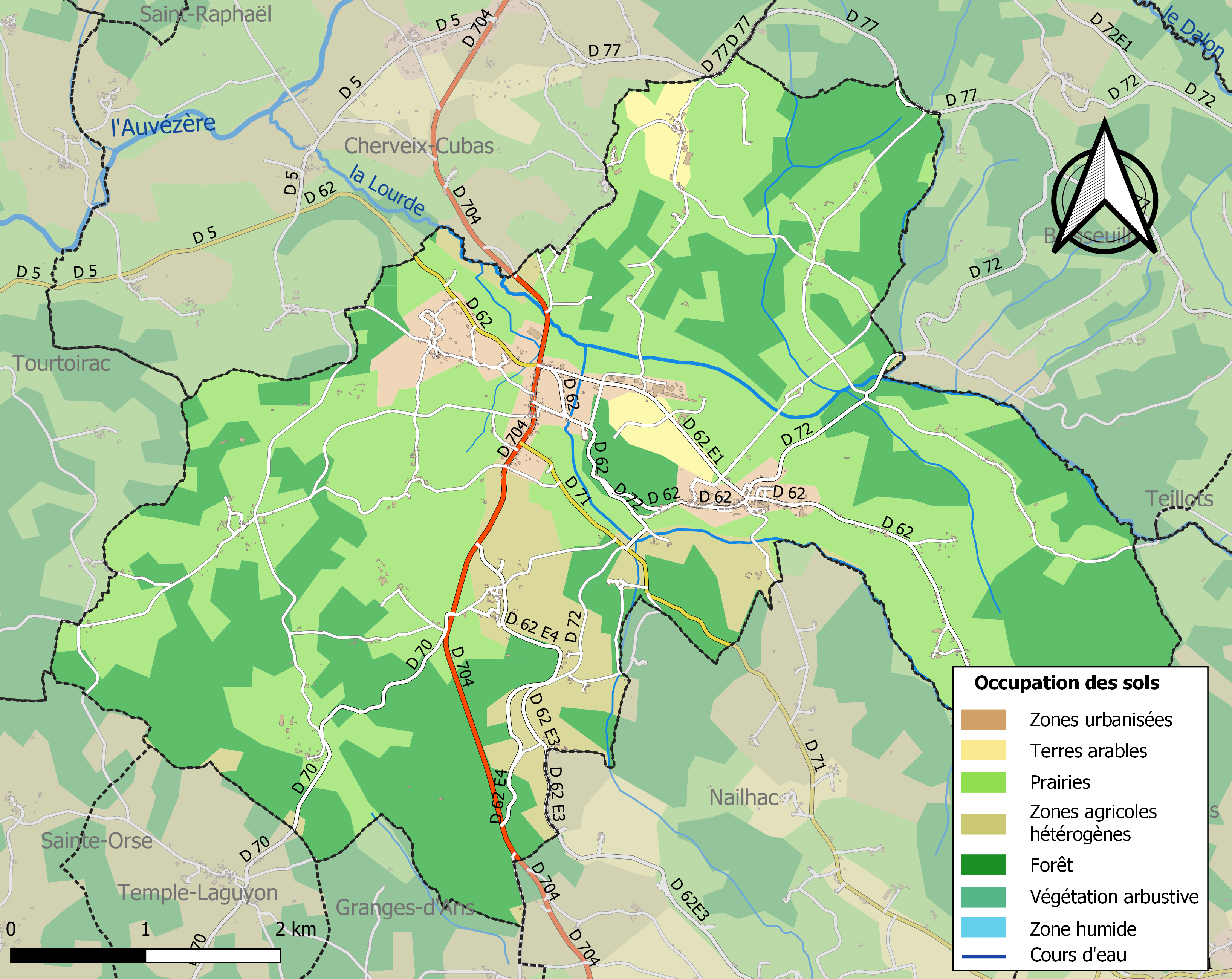

## Demografie
Onderstaande figuur toont het verloop van het inwoneraantal van Hautefort vanaf 1962.

Bron: Frans bureau voor statistiek. Cijfers inwoneraantal volgens de definitie population sans doubles comptes (zie de gehanteerde definities)

## Geboren in Hautefort
- Eugène Le Roy (1836-1907), schrijver